# Northern Football Club
Maillots
Northern Football Club est un ancien club de football écossais basé à Springburn, un district de Glasgow, et qui a été actif entre 1874 et 1897, membre de la Scottish Football League lors de la saison 1893-94. 

## Histoire
Le club a été fondé en 1874, à Springburn, un district de Glasgow, mais peu de choses sont connues sur leurs premières années. En 1891, ils furent l'un des membres fondateurs de la Scottish Football Alliance, et comme bon nombre de clubs de l'Alliance, ils intégrèrent la Scottish Football League en 1893 pour jouer la toute nouvelle Division 2 qui venait d'être créée. 
Ils terminèrent cette saison 1893-94 à la 9e et avant-dernière place mais furent pas élus par les membres de la Scottish Football League pour continuer dans la ligue. Ce fut donc leur seule saison dans la ligue.
Ils réintégrèrent alors la Scottish Football Alliance mais le club disparut lors de la saison 1896-97.
Leur plus grosse victoire en ligue a été obtenue 5-2 contre Abercorn et leur plus grosse défaite 0-7 contre Cowlairs.